# Championnats d'Amérique du Sud juniors d'athlétisme
Les Championnats d'Amérique du Sud juniors d'athlétisme sont la compétition organisée par la Confédération sud-américaine d'athlétisme (CONSUDATLE) qui désigne un champion d'Amérique du Sud junior pour chaque discipline de l'athlétisme.
Les juniors sont les athlètes, hommes ou femmes, âgé de 18 ou de 19 ans au 31 décembre de l’année de la compétition.

## Éditions
| N° | Édition | Ville                    | Pays                     | Date                            | Stade                                                |
| -- | ------- | ------------------------ | ------------------------ | ------------------------------- | ---------------------------------------------------- |
| 1  | 1959    | Buenos Aires             | Argentine                | 18-19 avril                     |                                                      |
| 2  | 1960    | Santiago                 | Chili                    | 30 avril-1er mai                |                                                      |
| 3  | 1961    | Santa Fe                 | Argentine                | 15-16 octobre                   |                                                      |
| 4  | 1962    | Lima                     | Pérou                    | 21-24 septembre                 |                                                      |
| 5  | 1964    | Santiago                 | Chili                    | 24-27 septembre                 |                                                      |
| 6  | 1966    | Montevideo               | Uruguay                  | 9-14 octobre                    |                                                      |
| 7  | 1968    | São Paulo                | Brésil                   | 8-14 septembre                  |                                                      |
| 8  | 1970    | Cali                     | Colombie                 | 9-12 octobre                    |                                                      |
| 9  | 1972    | Asuncion                 | Paraguay                 | 21-25 octobre                   |                                                      |
| 10 | 1974    | Lima                     | Pérou                    | 9-13 octobre                    |                                                      |
| 11 | 1976    | Maracaibo                | Venezuela                | 13-17 octobre                   |                                                      |
| 12 | 1978    | São Paulo                | Brésil                   | 15-17 décembre                  |                                                      |
| 13 | 1980    | Santiago                 | Chili                    | 23-26 octobre                   |                                                      |
| 14 | 1981    | Rio de Janeiro           | Brésil                   | 15-18 octobre                   |                                                      |
| 15 | 1983    | Medellín                 | Colombie                 | 9–12 juin                       |                                                      |
| 16 | 1984    | Caracas                  | Venezuela                | 4-7 octobre                     |                                                      |
| 17 | 1985    | Santa Fe                 | Argentine                | 21-24 novembre                  |                                                      |
| 18 | 1986    | Quito                    | Équateur                 | 13-16 septembre                 |                                                      |
| 19 | 1987    | Santiago du Chili        | Chili                    | 24-27 septembre                 |                                                      |
| 20 | 1988    | Cubatão                  | Brésil                   | 30 juin-3 juillet               |                                                      |
| 21 | 1989    | Montevideo               | Uruguay                  | 16-19 juin                      |                                                      |
| 22 | 1990    | Bogota                   | Colombie                 | 13-15 juillet                   |                                                      |
| 23 | 1991    | Asuncion                 | Paraguay                 | 21-23 juin                      |                                                      |
| 24 | 1992    | Lima                     | Pérou                    | 21-23 août                      |                                                      |
| 25 | 1993    | Puerto La Cruz           | Venezuela                | 18-20 juin                      |                                                      |
| 26 | 1994    | Santa Fe                 | Argentine                | 1-4 septembre                   |                                                      |
| 27 | 1995    | Santiago                 | Chili                    | 5-7 septembre                   |                                                      |
| 28 | 1996    | Bucaramanga              | Colombie                 | 8-10 juin                       |                                                      |
| 29 | 1997    | San Carlos               | Uruguay                  | 20-21 juin                      |                                                      |
| 30 | 1998    | Córdoba                  | Argentine                | 16-17 mai                       |                                                      |
| 31 | 1999    | Concepción               | Chili                    | 22-23 octobre                   |                                                      |
| 32 | 2000    | São Leopoldo             | Brésil                   | 7-8 octobre                     | Universidade do Vale do Rio dos Sinos                |
| 33 | 2001    | Santa Fe                 | Argentine                | 11-20 octobre                   | Centro de Alto Rendimiento Deportivo Pedro Candioti  |
| 34 | 2002    | Belém                    | Brésil                   | 1er-3 août                      | Estádio Olímpico do Pará                             |
| 35 | 2003    | Guayaquil                | Équateur                 | 7-8 juin                        | Estadio Modelo                                       |
| 36 | 2005    | Rosario                  | Argentine                | 1-2 octobre                     | Estadio Municipal Jorge Newbery                      |
| 37 | 2007    | São Paulo                | Brésil                   | 30 juin-1er juillet             | Estádio Ícaro de Castro Melo                         |
| 38 | 2009    | São Paulo Port-d'Espagne | Brésil Trinité-et-Tobago | 25-26 juillet 31 juillet-2 août | Estádio Ícaro de Castro Melo Hasely Crawford Stadium |
| 39 | 2011    | Medellín                 | Colombie                 | 23–25 septembre                 | Estadio Alfonso Galvis Duque                         |
| 40 | 2013    | Resistencia              | Argentine                | 18-20 octobre                   |                                                      |
| 41 | 2015    | Cuenca                   | Équateur                 | 30-31 mai                       | pista atlética Jefferson Pérez, Miraflores           |
| 42 | 2017    | Leonora                  | Guyana                   | 3-4 juin                        | National Track and Field Center                      |
| 43 | 2019    | Cali                     | Colombie                 | 15-16 juin                      | Stade olympique Pascual-Guerrero                     |
| 44 | 2021    | Lima                     | Pérou                    | 9-10 juin                       | Villa Deportiva Nacional                             |
| 45 | 2023    | Bogota                   | Colombie                 | 19-21 mai                       | El Salitre Coliseum                                  |
| 46 | 2024    | Lima                     | Pérou                    | 20-21 juillet                   |                                                      |

## Source
- (en) Cet article est partiellement ou en totalité issu de l’article de Wikipédia en anglais intitulé « South American Junior Championships in Athletics » (voir la liste des auteurs).